# Постсовјетске државе
Постсовјетске државе, обично познате као бивше совјетске републике, независне су државе које су се отцепиле од Савеза Совјетских Социјалистичких Република након његова слома 1991. године.
Постсовјетске државе су субјекти разних развоја географије, историје, политике, економије и културе у постсовјетској ери, времену након слома Совјетског Савеза и раздобљу након власти комунистичке партије.

## Државе и географска груписања
Постсовјетске државе типично су подељене у пет група. Свака регија има сопствени уобичајени скуп особина које се осим географских и културних фактора односе на регионалну историју у односу према Русији.
- Балтичке државе: Естонија, Летонија и Литва.
- Средња Азија: Казахстан, Киргистан, Таџикистан, Узбекистан, Туркменистан
- Закавказје: Грузија, Јерменија и Азербејџан.
- Источноевропске државе: Украјина, Белорусија и Молдавија.
- Русија се због своје јединствене доминантне улоге у регији уопштено обрађује као засебна категорија.

Историја источноевропских држава од њихових је најранијих почетака била повезана с Русијом, док су централна Азија и Закавказје остали изван досега Русије све до 18. и 19. века.
Теутонски ред, Данска, Пољска и Шведска владали су балтичким земљама пре припојења Царској Русији у 18. веку и стицања независности након Првог светског рата. Западне силе нису никад признале анексију балтичких земаља коју је Совјетски Савез извршио 1940. године (види Стимсонова доктрина за положај САД).

## Економија
Види такође Економија Русије
Након распада Совјетског Савеза бивше совјетске републике прихватиле су капитализам као свој сопствени економски систем. Бруто домаћи производ у свим бившим совјетским републикама (искључујући балтичке државе) одмах је пао, те је износио само 86% своје вредности из 1991. године. Инфлација се такође размахала. До 2004. само су балтичке државе, Јеменија, Белорусија и Казахстан достигли већи бруто домаћи производ од оног којег су имали 1991. године. У самој је Русији замећен неуспех капитализма да побољша животни стил кулминисао у руској економској кризи из 1998. након чега је уследио владин повратак на интервенционистичку економску политику.
Разлози за очигледни неуспех капитализма у постсовјетским државама били су предмет многих дебата. Оскудна или ограничена транспортна и комуникациона инфраструктура, нетестирани легални системи и слаба заштита власничких права, политичка нестабилност (осим балтичких држава) и превелика бирократија означени су главним разлозима неуспеха капитализма. Кључни фактор је корупција као и лоше управљање приватизацијом предузећа која су се налазила у власништву државе, а сада њима управљају бивши совјетски апаратчици или опортунистички олигарси. Значајно је и популарно противљење капитализму, а многи људи који су живели читав живот у комунизму задржали су такозвани менталитет хомо совјетикуса. Напослетку се слободни тржишни неолиберализам, који се примењује у већини бивших совјетских република, доводи у питање и оптужује као погрешни економски модел.

## Регионалне организације
Бројне међународне организације и блокови сарадње су никнули у регији након распада Совјетског Савеза. Земље су подељене према својем учешћу у тим блоковима:
- Три прибалтичке државе нису припадале ниједној постсовјетској организацији, већ су уместо тога тражиле и постигле чланство у Европској унији и НАТО-у (само су њихови електроенергетски и железнички системи остали блиско повезани с бившим совјетским организацијама). Једини пример њихова учешћа у некој совјетској организацији је недавно чланство у Заједници демократског избора.
- Туркменистан осим свог чланства у Организацији за економску сарадњу и посматрачког статуса у ЗНД-у (повукао се као пуни члан 2005) није тражио ближу интеграцију ни у једној западној или постсовјетској организацији.
- Молдавија и Азербејџан учествују у ЗНД-у, али осим тога (попут прибалтичких држава) већином не учествују у регионалним организацијама који уплићу Русију: такве организације су ГУАМ и Заједница демократског избора.
- Насупрот њима, Белорусија, Јерменија, Казахстан, Киргистан, Таџикистан и Узбекистан учествују у неколико организација чији је примарни покретач Русија. Такве организације су ЕурАсЕц, ОДКБ, ЦАЦО и ШОС.

Задње две групе су постале различите тек кад се Узбекистан повукао из ГУАМ-а и потражио чланство у ЕурАсЕц-у.
У овом се одељењу споменуте организације углавном (или у потпуности) састоје од постсовјетских држава. Организације с много ширим чланствима нису наведене.

### Искључиво постсовјетско чланство

#### Заједница Независних Држава
Заједница Независних Држава (ЗНД) састоји се од 9 од некадашњих 15 совјетских република. Створена је како би се „омогућио цивилизовани развод“ између република, али уместо тога њене су чланице потписале бројне документе који подстичу ближу сарадњу.

#### Организација договора о колективној безбедности
Шест држава чланица ЗНД-а (Русија, Белорусија, Казахстан, Киргистан, Таџикистан и Јерменија) су унапредиле своју војну сарадњу, успоставивши Организација договора о колективној безбедности (ЦСТО), која је проширење претходног Договора о колективној безбедности (ЦСТ). Узбекистан који се уз (Грузију и Азербејџан) повукао из ЦСТ-а 1999. придружио се ГУАМ-у. Године 2005. повукао се из ГУАМ-а и тренутно поновно тражи ближе везе с Русијом, па се може сматрати да ће се поновно придружити ЦСТО-у током 2006. године.

#### ГУАМ
Четири државе чланице ЗНД-а (Грузија, Украјина, Азербејџан и Молдавија) основале су ГУАМ групу с намером стварања противтеже руској доминацији у регији. Наведене четири чланице су посебне јер не учествују ни у једној регионалној организацији која је никнула након распада Совјетског Савеза (осим ЗНД-а).

#### Евроазијска економска заједница
Евроазијска економска унија (ЕАЕУ) основале су Русија, Белорусија, Казахстан, Киргистан и Таџикистан. Израсла је из Царинске уније ЗНД-а. Молдавија има статус посматрача у заједници. Будући да су заједничке границе с остатком заједнице предуслов потпуног чланства, Молдавија је спречена од његова тражења. Узбекистан је затражио чланство у септембру 2005. године када је започео процес спајања ЦАЦО-а и Евроазијске економске заједнице. Пуноправним чланом постао је 25. јануара 2006. године. Узбекистан није пуноправна чланица савеза јер је изабрао да сарађује и са Истоком и са Западом.

#### Централноазијска организација за сарадњу
Централноазијска организација за сарадњу (ЦАЦО) први је пут покренута 1991. године од пет централноазијских држава као Централноазијска заједница. Касније се Туркменистан због сопствене политике изолације повукао из учешћа у свим регионалним форумима. Таџикистан се придружио 1998, док се Русија придружила (сада преименованом) ЦАЦО-у 2004. године. При крају 2005. између држава чланица је одлучено да се Узбекистан придружи Евроазијској економској заједници, те да се обе организације уједине у једну.

#### Савез Русије и Белорусије
Савез Русије и Белорусије изворно је формиран 2. априла 1996. под именом „Заједница Русије и Белорусије“ пре него што је учвршћен 3. априла 1997. године. Покренуо га је белоруски председник Александар Лукашенко.
На папиру Савез Русије и Белорусије тежи даљој интеграцији иза оквира саме сарадње, укључујући увођење рубље као заједничке валуте.

### Првенствено постсовјетско чланство

#### Организација за економску сарадњу
Организацију за економску сарадњу изворно су основали Турска, Иран и Пакистан 1985, али 1992. организација је проширена на Авганистан и шест првенствено муслиманских република бившег Совјетског Савеза: Азербејџан, Казахстан, Киргистан, Таџикистан, Туркменистан и Узбекистан.

#### Заједница демократског избора
Заједница демократског избора (ЦДЦ) формирана је у децембру 2005. првенствено на потицај Украјине и Грузије. Састављена је од шест постсовјетских држава (Украјина, Грузија, Молдавија и три прибалтичке државе Естонија, Летонија и Литва) и три остале државе источне Европе (Словенија, Румунија и Република Македонија).
Овај се форум попут ГУАМ-а увелико види као намера супротстављања руском утицају у подручју. Ово је једини међународни форум чији је центар постсовјетски простор у којем такође учествују прибалтичке државе. Остале три постсовјетске државе у заједници су такође чланице ГУАМ-а.

#### Шангајска организација за сарадњу
Шангајска организација за сарадњу (СЦО) се састоји од Кине и пет постсовјетских држава (Русија, Казахстан, Киргистан, Таџикистан и Узбекистан). Организација је основана 2001. иако њезина претходница, група Шангајска петорка, постоји од 1996. године. Њени циљеви се окрећу око безбедносних питања.

## Политички проблеми
У својем извештају за 2017. Фридом хаус је према политичкој слободи у бившим совјетским републикама известио следеће:
- Естонија, Летонија, Литванија и Украјина су слободне земље
У својем списку за 2017. Фридом хаус је означио Украјину као делимично слободну.
- Русија, Јерменија, Грузија, Киргистан и Молдавија су уврштене у попис делимично слободних земаља.
У својем списку за 2017. Фридом хаус је означио Киргистан као делимично слободну земљу.
- Белорусија, Азербејџан и четири централноазијске државе (Узбекистан, Туркменистан, Таџикистан и Казахстан) уврштене су на списак неслободних — док је Туркменистан, нарочито, добио најгору могућу оцену о слободи, те је наведен као један од осам најрепресивнијих режима у години.

Репортери без граница су слично објавили у индексу слободе штампе широм света у којем су записали следеће:
- Добра ситуација у Естонији, Летонији и Литванији
- Очигледни проблеми у Русији, Јерменији, Грузији, Молдавији и Таџикистану
- Тешка ситуација у Азербејџану, Белорусији, Украјини, Казахстану, Киргистану и Узбекистану
- Веома озбиљна ситуација у Туркменистану.

Неколико постсовјетских држава нису промениле вођство од своје независности. Такви вође су били Сапармурат Нијазов у Туркменистану, Ислам Каримов у Узбекистану, те Нурсултан Назарбајев у Казахстану. Сви наведени су у почетку имали ограниченије мандате, али су кроз декрете или референдуме продуљили свој останак на функцији (пракса коју је такође следио белоруски председник Александар Лукашенко). Аскар Акајев из Киргистана је једнако служио као председник од времена киргистанске независности све док није био присиљен да одступи због киргиске револуције 2005. године.
Проблем династијске сукцесије био је други проблем који је утицао на политику неких постсовјетских држава. Илхам Алијев је наследио свог оца (Хејдар Алијев) као председника Азербејџана. Ова је теорија подупрта децом осталих вођа у централној Азији која се такође припремају за наследство. Учествовање Акајевог сина и кћери у киргистанским парламентарним изборима 2005. подигло је страхове да ће се династичка сукцесија користити и у Киргистану, па је можда допринела анти-акајевској клими која је довела до његова свргавања.
Репресија у Узбекистану, Казахстану, Белорусији и неколико других постсовјетских држава спречава демократију од ширења на многе земље. Будући да Русија брани своју доминацију над својим суседима подупирањем аутократâ и игнорисањем рација активиста за људска права, мало је вероватно да ће неко споља да интервенише како би се ствари побољшале.

### Сепаратистички сукоби
Већина војних сукоба у постсовјетском простору имали су везе са сепаратистичким жељама територија с различитим етничким и религијским саставом од већине становништва у држави у којој творе званично признате делове.
Територије у којима су до сада избили војни сукоби:
- Придњестровље (тражи независност од Молдавије)
- Абхазија, Јужна Осетија и Аџарија (траже независност од Грузије)
- Нагорно-Карабах (тражи независност од Азербејџана)
- Донбас (тражи независност од Украјине)

Изван тих регија Аџарија је у потпуности реинкорпорисана у Грузију, а сукоб је онде завршио мирно. Сепаратистички вођа Аслан Абашидзе је побегао у Русију где му је обезбеђен азил.
Након два крвава рата Чеченија се налази под контролом централне руске владе. Сукоб се смирио доласком Рамзана Кадирова на чело Чеченије.
Придњестровље, Абхазија, Јужна Осетија су у другу руку постигле де факто независност коју  признаје неколико земаља  — руска војска је присутна у свакој од те три територије. Нагорно-Карабах је слично постигао де факто независност с јерменским трупама које имају контролу над читавом територијом и чак суседним деловима Азербејџана. Од 1994. ове четири регије су склопиле споразум о узајамној помоћи, а њихови су вође у неколико прилика поновили та јамства.

### Грађански ратови
Грађански ратови, који нису били повезани са сепаратистичким регијама, појавили су се двапут у регији:
- Рат у Придњестровљу  трајао током 1992.
- Грузијски грађански рат између снага Звијада Гамсахурдије и Едуарда Шеварднадзеа. Рат је завршио након што су руске снаге интервенисале у потпору Шеварднадзеове владе која се у замену сложила да ће се придружити Заједници Независних Држава.
- Први чеченски рат трајао од 1994 до 1996.
- Таџикистански грађански рат који је трајао између 1992 и 1997. године
- Други чеченски рат од 1999 до 2009, сукоби ниског нивоа.
- Рат у Грузији трајао је током августа 2008.
- Рат на истоку Украјине, почео 2014, у току замрзнути конфликт.

### Обојене револуције
Од 2003. године догодиле су се бројне (велике) мирољубиве "обојене револуције" у три постсовјетске државе. Након спорних избора популарни су протести довели на власт бившу опозицију.
- Револуција ружа у Грузији, која је довела до свргавања Едуарда Шеварднадзеа.
- Наранџаста револуција у Украјини, која је довела на власт Виктора Јушченка.
- Револуција лала у Киргистану, која је довела до оставке Аскара Акајева.
- Евромајдан у Украјини, која је довела до противуставног свргавања Виктора Јануковича.

### Проблеми руског становништва
У већини постсовјетских држава живи значајна русофона популација чији политички положај као етничке мањине варира од пуног признања њихових права до озбиљних сукоба у државама где се Руси виде као окупатори.
- Руси у Украјини
- Руси у Казахстану
- Руси у Летонији
- Руси у Естонији
- Руси у Литванији